# فارمان اف.۱۹۰
فارمان اف. ۱۹۰ (به انگلیسی: Farman_F.190) یک هواگرد ملخ‌پیشین تک‌موتوره از نوع ترابری غیرنظامی ساخت شرکت Farman است. هواگرد فارمان اف. ۱۹۰ نخستین پروازش را در ۱۹۲۸ میلادی انجام داد. در مجموع، تعداد ۱۵۸ فروند از این هواگرد ساخته شده‌است.